# Astra Cadix

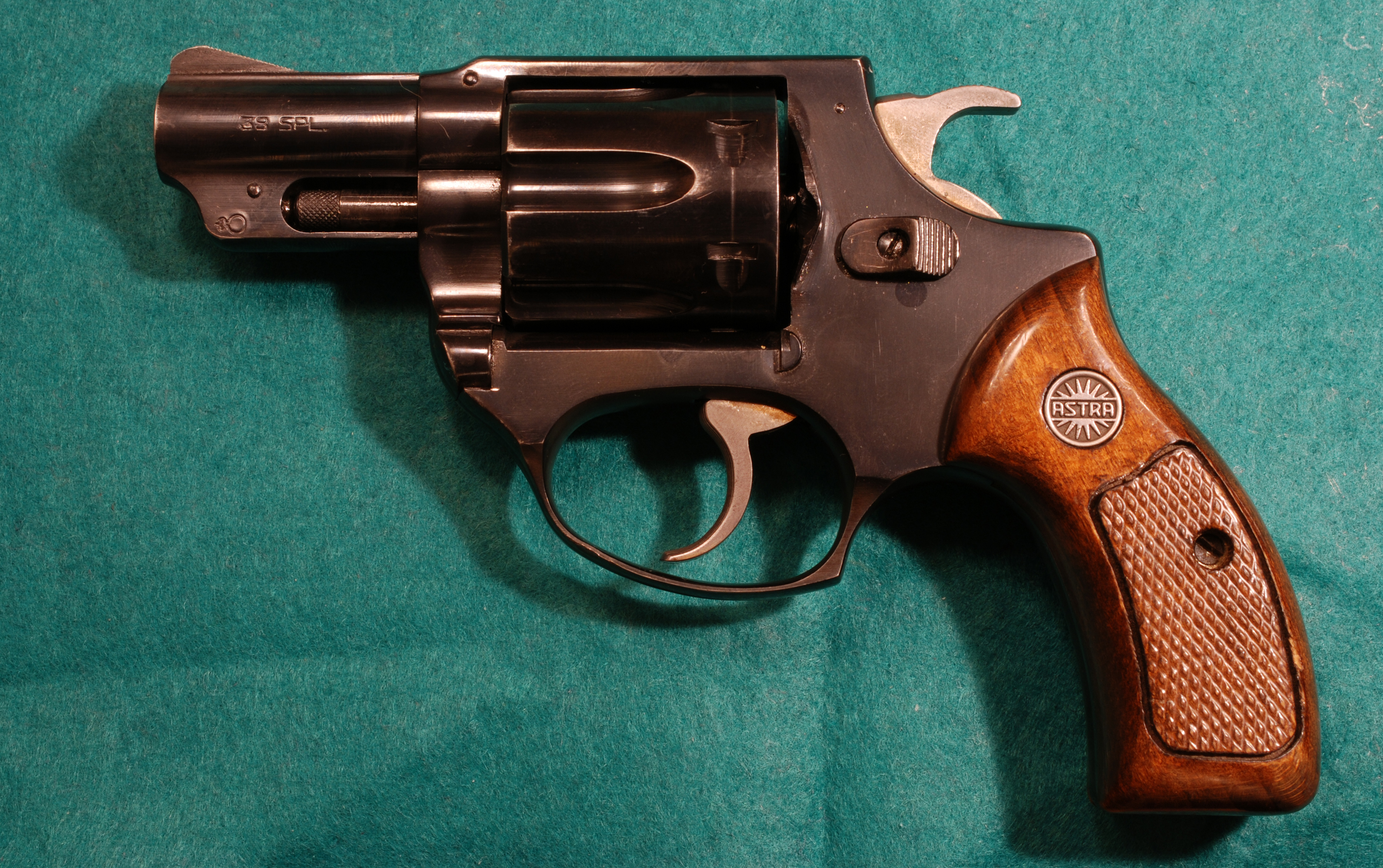
L'Astra 680 en version .38 Special : identique au Cadix à canon de 5 cm à qui il succède dans les années 1980 mais doté d'un barillet de 6 coups contre 5.

L'Astra Cadix  était un révolver de défense personnelle (canon de 2 pouces) et de police (4 pouces) et de tir sportif (6 pouces) produit par Astra Unceta y Cia de  1958 à 1983. Son successeur fut l'Astra NC-6.

## Fiche technique
- Pays d'origine :  Espagne/Pays basque espagnol
- Fonctionnement : double action (système S&W M&P simplifié), barillet tombant à gauche
- Visée : fixe (canon court) ou réglables
- Canon : 5/10/15 cm
- Longueur : 16,5/22,5/27,5 cm
- Masse à vide : 630/680/730 g
- Capacité : 
  - 9 coups en .22LR et .22 Magnum
  - 6 coups en .32 S&W Long
  - 5 coups en .38 Special

## Autres Révolvers Astra
- Modèles de poche : Astra 250, Astra 680.
- Modèle de défense ou de police : Astra 960, Astra 357,Astra Police, Astra 443 Terminator (arme porté par l'inspecteur fictif du LAPD Rick Hunter dans les saisons 3 et 4)

## Utilisateurs connus
- Canada/ États-Unis officiers de police et détectives (port discret et/ou arme de secours pour la version à canon de 5 cm) et les citoyens pour leur défense personnelle.
- Espagne Corps national de police d'Espagne (remplacé par le Star M30) et Guardia Civil pour leurs enquêteurs agissant en tenue civile. Personnalités menacées par les terroristes de l'ETA.
- Union européenne Tireurs sportifs dans mes versions à canons longs et en calibre .22 et .32.

## Dans la culture populaire
La version compacte en .22 est utilisé par  dans deux épisodes de la  série TV  « Les Experts ». Il est choisi d'abord par un criminel (saison 9) puis un autre exemplaire est découvert par Greg Sanders dans le tiroir d'une caisse enregistreuse (saison 10) sur la scène du crime. Au cinéma, il est visible au poing du truand  Dan Rover (joué par Gianni Garko crédité au générique sous le nom de "John Garko") dans Un condé d'Yves Boisset dans sa variante en calibre .32.

## Sources francophones
- R. Caranta, Les Armes de votre Défense, Balland, 1977
- J. Huon, Un Siècle  d' Armement mondial, tome 2, Crépin-Leblond,1977.
- J. Huon, Encyclopédie de l'Armement mondial, tome 3, Grancher, 2012.